# 34-та окрема залізнична бригада (РФ)
34-та окрема залізнична бригада — формування Залізничних військ Збройних сил Російської Федерації. Бригада дислокується у Рязані.
Умовне найменування — Військова частина № 01855 (в/ч 01855). Скорочене найменування — 34 озбр. З'єднання входить до складу Західного військового округу.

## Історія
З'єднання військових залізничників було сформовано 1 жовтня 1948 року. В період з жовтня по грудень 1948 року військові частини бригади були розквартировані в містах Курськ, Орел, Старий Оскол, Острогожськ.
Надалі особовий склад змінював місця своєї дислокації.
Починаючи з 1952 року, особовий склад неодноразово виконував складні завдання з будівництва залізниць.
Бригадою прокладена залізниця між містами Пермю й Кізеллм протяжністю 162 кілометри. У 1950-х роках будувалися під'їзні шляхи до Камською ГЕС й Яйвінської ГРЕС.
У початку 1963 року частину передислоковано до Рязані, де продовжино роботи з будівництва залізничної інфраструктури у Рязанській області.
У 1970-ті — 1980-ті роки будувалися залізничні ділянки, житлові будинки й станції на Московсько-Казанській та Московсько-Ризькій лініях.
У 1990-ті частини з'єднання виконували роботи з будівництва під'їзних шляхів до Октябрського гравійно-щебеневого заводу (ГЩЗ) у місті Вишній Волочек на Октябрській залізниці та під'їзних шляхів до нафтопереробного заводу у Рязані, будівництва під'їзних шляхів у Рязанській області, житлових будинків й розв'язок.

## Опис
З'єднання займається будівництвом залізниць, під'їзних шляхів, обходів й перегонів, бере участь в ліквідації наслідків стихійних лих, реконструює і перебудовує станції, забезпечує електрифікацію залізничних ліній, будує житлові будинки та казарми, облаштовує військові містечка.